# Stefan Ilsanker (piloto de luge)
Stefan Ilsanker (Lindau, 6 de junio de 1965) es un deportista alemán que compitió para la RFA en luge en la modalidad doble.
Ganó una medalla de plata en el Campeonato Mundial de Luge de 1987 y una medalla de plata en el Campeonato Europeo de Luge de 1990. 
Participó en los Juegos Olímpicos de Calgary 1988, ocupando el cuarto lugar en la prueba doble.

## Palmarés internacional
| Representando a la RFA |                |                  |        |
| Campeonato Mundial     |                |                  |        |
| Año                    | Lugar          | Medalla          | Prueba |
| 1987                   | Igls (Austria) | Medalla de plata | Doble  |
| Campeonato Europeo     |                |                  |        |
| Año                    | Lugar          | Medalla          | Prueba |
| 1990                   | Igls (Austria) | Medalla de plata | Equipo |